# Войцеховиці (Мазовецьке воєводство)
Войцеховиці (пол. Wojciechowice) — село в Польщі, у гміні Ґура-Кальварія Пясечинського повіту Мазовецького воєводства.
Населення — 190 осіб (2011).
У 1975-1998 роках село належало до Варшавського воєводства.

## Демографія
Демографічна структура станом на 31 березня 2011 року:
|          | Загалом | Допрацездатний вік | Працездатний вік | Постпрацездатний вік |
| -------- | ------- | ------------------ | ---------------- | -------------------- |
| Чоловіки | 98      | 18                 | 65               | 15                   |
| Жінки    | 92      | 16                 | 56               | 20                   |
| Разом    | 190     | 34                 | 121              | 35                   |